# Rafał Majka
Rafał Majka (født 12. september 1989) er en polsk cykelrytter, der cykler for det professionelle cykelhold UAE Team Emirates XRG. Før det kørte han for det russiske World Tour-hold Tinkoff fra 2011 og indtil holdet blev nedlagt i 2016.
Majka fik sin første professionelle kontrakt i 2011, da han blev tilknyttet dengang danske Saxo Bank-SunGard. Før dette havde han kørt som amatør for to mindre italienske hold.
Han vandt bronze i linjeløbet ved OL 2016 i Rio.

## Karriere

### Amatørårene
I sin 3 år lange amatørkarriere kørte han på tre forskellige hold, heraf et halvt år som stagiaire på Miche-Silver Cross-Selle Italia fra San Marino. Eneste nævneværdige resultater var en ottendeplads i GP Capodarco, 2009, og en sejr på anden etape, der var en enkeltstart, i U23-løbet Carpatia Couriers Path og en samlet tiendeplads i samme løb, 2010.

### 2011-sæsonen
På sit første år på Saxo Bank-Sungard kørte han fortrinsvis gode placeringer hjem i diverse ungdomsklassementer, heraf en tredjeplads i Tour of California 2011's ungdomsklassement. 

### 2012-sæsonen
I 2012 trådte han for alvor ind på den internationale cykelscene, da han kørte sin anden Grand Tour og anden Vuelta som hjælperytter for Alberto Contador. Imidlertid havde der været planlagt mere for Majka, der skulle have været klassementshåb i Giroen, hvilket en skade satte en stopper for. Efter at have gjort en overordentlig god figur i Vueltaen rundede han sæsonen af med en samlet ottendeplads i Tour of Beijing, hvilket rakte til sejr i ungdomsklassementet, og en tredjeplads i Japan Cup.

### 2013-sæsonen
2013 blev året, hvor Majka kørte sin første Giro og oven i købet som kaptajn, hvilket endte ud i en samlet syvendeplads og en andenplads i ungdomsklassementet efter colombianeren Carlos Betancur. Siden kørte han sig til en andenplads på 5. etape af Østrig Rundt. I Polen rundt var han efter Kongeetapen nr. 1  i den samlede stilling, og kunne derfor iklæde sig førertrøjen.